# 徐玄
徐玄（1991年6月28日—），本名徐朱玄，韓國女歌手、演員，韓國女子團體少女時代成員及子團少女時代-太蒂徐的隊長，在隊內擔任領唱、忙內。2017年1月17日，以個人歌手身份出道，發行首張迷你專輯《Don't Say No》。2017年10月9日，合約到期不與SM娛樂續約，但不会退出少女時代，此後以演員身份活躍於演藝圈。

## 個人背景

### 姓名
在《我們結婚了》第8集中徐玄曾在節目中公開自己的身份證照片，身份證上所寫的漢字名為「徐朱玄」。
她曾在採訪中說過「朱」是红色的意思，「玄」是天的意思。她的名字「徐朱玄」是指把天染成红色。
徐珠贤为中國的非官方本名譯名，徐玄為少女時代台灣代理唱片公司環球唱片所公佈的官方藝名，徐賢則為中國歌迷使用的非官方譯名。

### 生活
徐玄於1991年6月28日出生於首爾特別市衿川區禿山洞。家中成員有父母，為家中獨生女。
2003年，徐玄於首爾乘坐地鐵的時候被SM娛樂的星探發掘，進入該公司當了四年零六個月的練習生。
2007年8月5日，以九人女子組合少女時代出道，是隊中年紀最小的成員，在隊內擔任領唱、領舞。
2012年4月30日，少女時代子團誕生，與成員太妍、蒂芬妮以少女時代-太蒂徐出道，在分隊中擔任隊長一職。
2017年1月17日正式以SOLO歌手身份出道，並發行首張個人專輯《Don't Say No》。同年10月9日，合約到期不再與SM娛樂續約，但並未退出少女時代，此後以演員身份活躍於演藝圈。
2019年3月，Namoo Actors宣布與徐玄簽署專屬合約，正式加入公司。

### 學歷
徐玄畢業於首爾迦山小學（韓語：서울가선조등학교），英瑞中學（韓語：영서중학교），以及大永高等學校（與少女時代成員潤娥同校），全州藝術高等學校放送文化藝術科（與少女時代成員太妍同校）。于2010年完成高中學業後，同年獲錄取進入東國大學戲劇電影學系，與2009年入學、同為少女時代的成員潤娥是大學前後輩關係。於2014年授予大學學士學位。

## 歷程

### 2007－2010年：以少女時代成員出道
2007年8月5日，以韓國九人女子組合少女時代出道，是隊內第六位公開的成員，同時也是隊中年紀最小的成員，在隊內擔任主唱、領舞。
2007年11月5日至2008年5月30日在KBS《無法阻擋的婚姻》中客串佛光洞七公主。
2008年1月8日，徐玄與少女時代成員潔西卡、蒂芬妮三名成員一起為Nexon公司的網路線上遊戲「瑪奇（Mabinogi）」合唱兩首歌曲。第一首《壞男孩（오빠 나빠 ）》為遊戲的插入曲；另一首《太神奇了（It's Fantastic!）》則為此遊戲的主題曲。
2009年2月17日，與前輩周炫美合作演唱Trot音源單曲《Jialajajja》。
2009年12月15日，與少女時代成員 太妍、Jessica、Sunny以及Super Junior成員晟敏、東海、厲旭、圭賢共同演唱韓國首爾觀光宣傳歌曲SEOUL。
2010年2月27日，與CNBLUE成員鄭容和以假想夫婦身份出演《我們結婚了》，粉絲稱為「容徐夫婦」或「紅薯夫婦」。
2010年5月2日徐玄與隊員太妍、潔西卡、珊妮、蒂芬妮、俞利及潤娥、與另一團體2PM合唱韓國水上樂園加勒比海灣的廣告歌曲〈Cabi〉。
2010年6月25日，徐玄為MBC電視劇《金首露》獻唱OST〈就算受傷也沒關係〉，是首次個人演唱OST。
2010年9月6日，徐玄與同為少女時代的成員太妍兩人一起在韓國3D動畫《神偷奶爸》中擔任聲優配音。由太妍擔任劇中角色瑪戈的配音員，徐玄則擔任瑪歌的妹妹伊蒂絲Edith的配音員。
2010年12月26日，於《我們結婚了》的任務中，與鄭容和以「容徐夫婦」身份合唱夫婦歌－〈平語歌〉，歌曲由鄭容和作曲及填詞，徐玄亦參與填詞。歌曲沒有正式發佈，只在Youtube公開兩人的合唱版本。兩人的「容徐夫婦」與「亞當夫婦」、「維尼夫婦」共同被稱為韓國《我們結婚了》三大夫婦。

### 2011－2016年：首次配音，開始出演音樂劇
2011年3月14日白色情人節完成最後一次《我們結婚了 2》錄影，因為兩人之後的演藝活動在檔期上無法互相配合，宣佈退出節目。
2012年4月30日，少女時代子團誕生，與成員太妍、蒂芬妮以少女時代-太蒂徐出道，在隊中擔任隊長一職，並推出迷你專輯《TWINKLE》，是少女時代首個小分隊形式活動。該年徐玄也成為《世界共感 一億元Quiz秀》首位一億元滿分學霸。

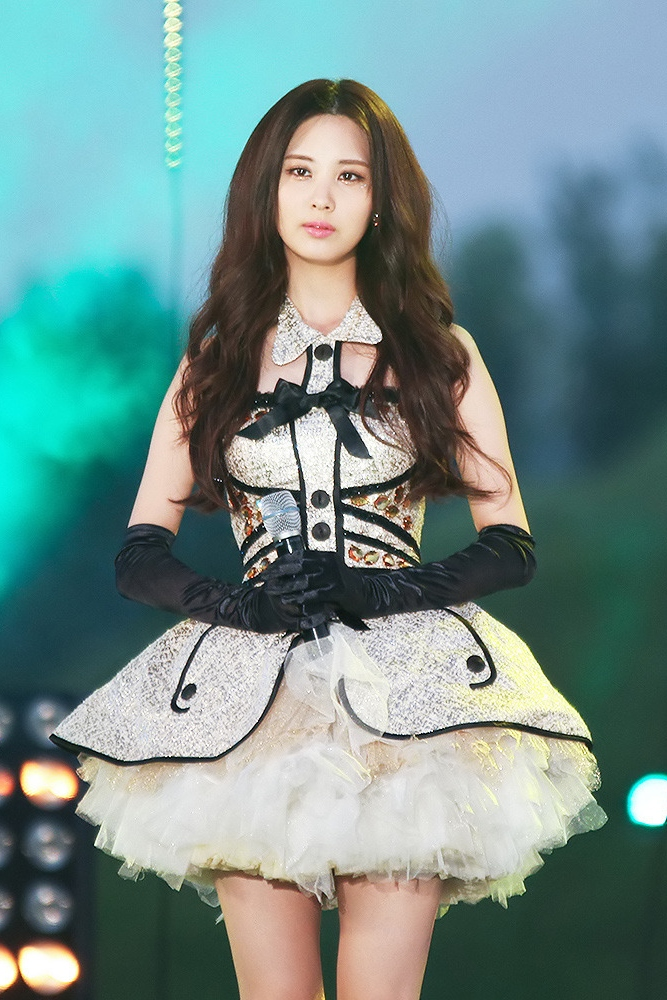
2013年8月的徐玄

2013年9月12日與成員太妍再次在韓國3D動畫《神偷奶爸2》中擔任聲優配音，由太妍擔任劇中角色瑪戈的配音員，徐玄則擔任瑪歌的妹妹伊蒂絲Edith 。
2013年9月28日至2014年3月23日在SBS《熱愛》中飾演女配角韓宥琳。
2014年1月18日至2月23日在音樂劇《擁抱太陽的月亮》中飾演煙雨。
2014年9月18日，TaeTiSeo时隔2年4個月，推出第二張迷你專輯《Holler》。

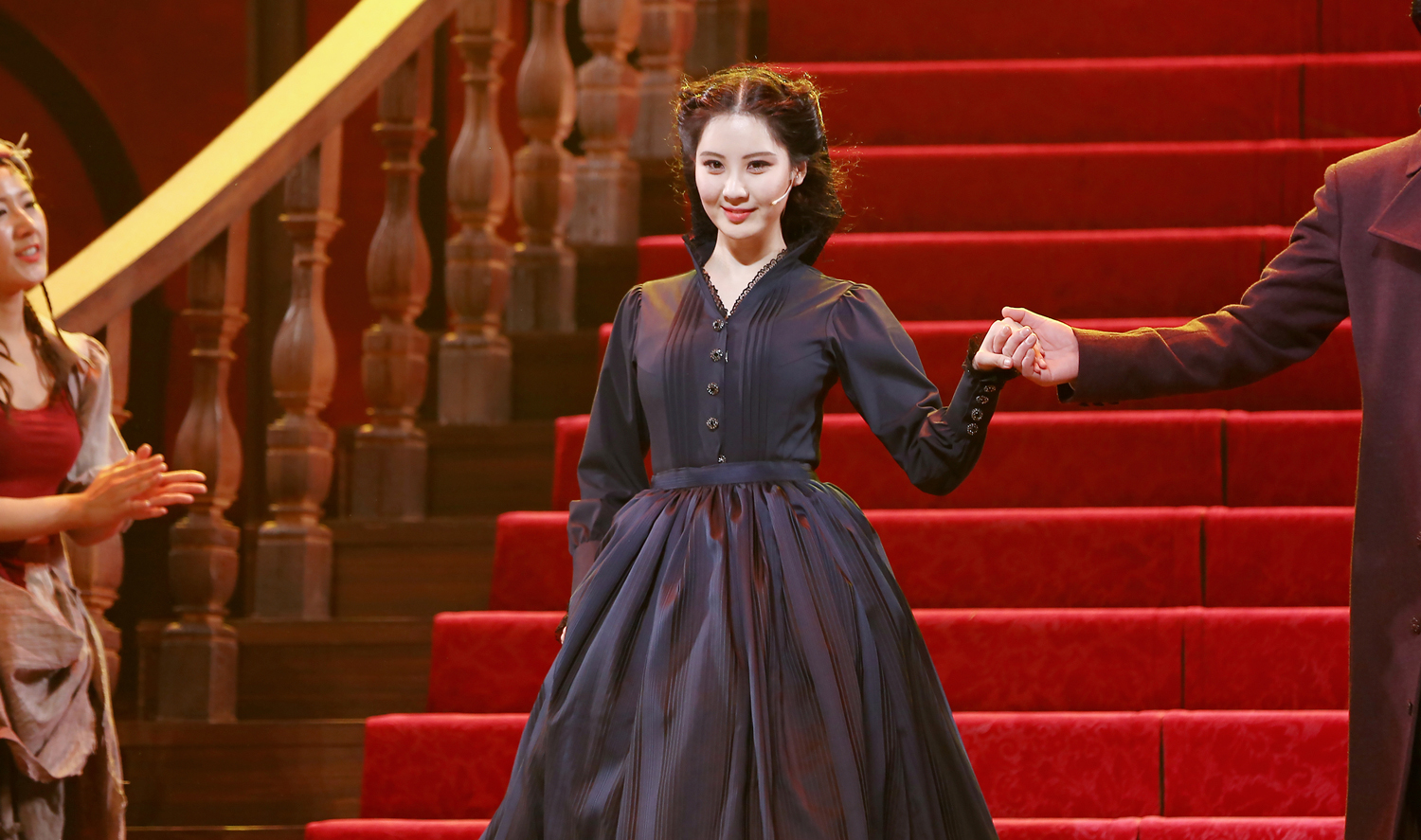
2015年徐玄在音樂劇《亂世佳人》

2015年1月9日至2月15日在音樂劇《亂世佳人》中飾演Scarlett O'Hara。
2015年5月13日至7月2日在MBC《心情好又暖》中客串黃宥拉。
2016年1月20日，與金鐘國、全炫茂共同擔任第30屆金唱片獎音源大賞主持人。
2016年2月24日至6月4日在音樂劇《媽媽咪呀》中飾演Sophie。
2016年6月30日在中國電影《所以，和黑粉結婚了》中飾演女配角艾琳。
2016年8月29日至11月1日在SBS《月之戀人－步步驚心：麗》飾演女配角雨熙。
2016年11月16日至2017年1月11日在MBC《舉重妖精金福珠》中客串煥熙。

### 2017年：SOLO出道，首次擔任女主角，離開SM娛樂
2017年1月13日，擔任第31屆金唱片獎音源大賞主持人。
2017年1月17日，徐玄正式以Solo歌手身份出道，發行個人首張專輯《Don't Say No》，音源及專輯分別於1月17日及1月18日公開。。1月26日，在M! CountDown獲得個人首個一位。
2017年1月22日、29日，參加《神秘音樂秀：蒙面歌王》第95、96集的歌唱競賽，她表示參加《蒙面歌王》節目是她出道以來最幸福的演出，因為大家在完全不知道她是誰的情況下，給予許多肯定與讚賞。
2017年2月24日至26日，於在首爾三成洞SMTOWN舉辦個人演唱會，其後更於4月8日至9日舉辦安可演唱會，以答謝粉絲的熱烈支持。
2017年5月13日至11月5日在《小偷傢伙，小偷大人》中飾演女主角姜少珠，同時也是徐玄第一部作為女主角出演的電視劇。
2017年8月5日，出道十週年。
2017年10月9日，徐玄約滿SM娛樂不再續約，正式離開SM娛樂，但表示不會退出少女時代，考慮日後成立個人工作室，為專注於演員方面發展，短期內與Sublime Artist Agency一起工作，雙方未簽訂專屬合約，由對方代理工作事務，該公司當時也是少女時代俞利的表妹Vivian所屬經紀公司。
2017年11月3日，徐玄於個人Instagram發表聲明，並表示不會退出少女時代，「現在，我想以歌手、演員，以及徐朱玄這個人的身份，展開嶄新的挑戰。但是往後若少女時代還有需要我的話，無論何時，我都會為了和姊姊們在一起而全力以赴。還有，我也會永遠支持少女時代，永遠在一起的⋯⋯」。

### 2018年至今：加入Namoo Actors，主要以演員身分發展

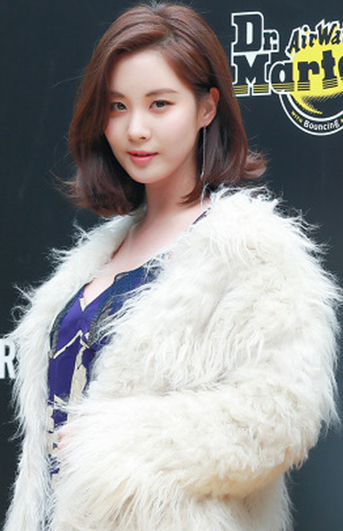
2018年1月徐玄出席時尚活動

2018年2月11日，在平昌冬奧暨冬季帕運會開幕紀念特別公演最終場，與三池淵管弦樂團的歌手牽著手一同演唱北韓歌曲《我們的願望是統一》、《再次相見吧》，呈現了南北的聯合舞台。2018年4月1、3日，擔任位於平壤舉行的「南北和平祈願南韓藝術團平壤公演-春天到了」之主持暨表演歌手，並演唱朝鮮歌手金光淑代表歌曲《绿柳树》。
2018年5月30日，與Sublime Artist Agency經紀公司協議並結束合約，自4月起已分道揚鑣，同時與父親及少數親友商討及創立一人企劃社。
2018年7月25日至9月20日在《時間》中飾演女主角薛智賢。
2019年3月7日，Namoo Actors經紀公司宣布與徐玄簽署專屬合約，正式加入公司，並表示不論是演員或歌手身份都將給予全面支持。
2020年2月17日至2月18日在JTBC《你好德古拉》中飾演女主角池安娜。
2020年10月7日至11月26日在韓國JTBC與Netflix播出的水木迷你連續劇《私生活》中飾演女主角車州誾。

## 音樂作品

### 迷你專輯
| 數位單曲 | 專輯資料 | 曲目 | 官方影片                  |
| 1st      | 《Don't Say No》 - 發行日期：2017年1月18日 - 唱片公司：SM娛樂 - 發行公司：KT Music - 語言：韓語 - 銷量：33,041+ | 曲目 1. Don't Say No 2. Hello (feat. Eric Nam) 3. Magic 4. Lonely Love 5. Love & Affection 6. Bad Love 7. Moonlight | YouTube上的'Don't Say No' |

### 特別單曲
| 單曲 # | 單曲資料                                                                                              | 曲目              |
| 1st    | 《My Friend》 - 發行日期：2019年3月25日 - 唱片公司： - 發行公司： - 語言：韓語 - 備註：翻唱趙容弼歌曲 | 曲目 1. My Friend |

### OST
| 發佈日期       | 電視劇                    | 歌曲名稱         | 合作藝人                      |
| 2007年11月22日 | SBS《尋找兒子三萬里》     | Touch The Sky    | 太妍、Jessica、Sunny、Tiffany |
| 2008年9月17日  | MBC《貝多芬病毒》         | Day By Day       | 太妍、Jessica、Sunny、Tiffany |
| 2009年2月17日  | MBC《金首露》             | 就算受傷也沒關係 | 不適用                        |
| 2009年9月30日  | MBC《向大地頭球》         | Motion           | 太妍、Jessica、Sunny、Tiffany |
| 2010年8月9日   | SBS卡通《我的朋友海治》   | 我的朋友海治     | 太妍、Jessica、Sunny、Tiffany |
| 2010年10月22日 | SBS《天堂牧場》           | 旅程             | 東方神起                      |
| 2012年12月26日 | SBS《時尚王》             | 我會等你         | 不適用                        |
| 2014年4月7日   | 電影《Make Your Move 3D》 | Cheap Creeper    | 太妍、Jessica、Sunny、Tiffany |
| 2022年6月22日  | KBS《魔咒的戀人》         | Milky Way        | 不適用                        |

### 其他歌曲
| 發佈日期       | 專輯名稱                         | 歌曲名稱                 | 合作藝人 |
| 2008年4月7日   | RoomMate音源單曲《壞哥哥》       | 壞哥哥                   | Jessica、 Tiffany                                                                                                |
| 2009年2月17日  | 周炫美Trot音源單曲《Jialajajja》 | Jjalajajja               | 周炫美 |
| 2009年12月15日 | 韓國首爾觀光宣傳歌曲             | SEOUL                    | 太妍、Jessica、Sunny、晟敏、東海、厲旭、圭賢                                                                     |
| 2010年5月20日  | 韓國水上樂園加勒比海灣廣告歌     | Cabi Song                | 太妍、Jessica、Tiffany、2PM                                                                                      |
| 2010年10月22日 | 2010年二十國集團首爾峰會宣傳歌   | Let's Go（韓文、英文版） | 龍俊亨、徐仁國、Min、鐘鉉、嘉允、奎利、晟敏、G.NA、枝恩、IU、Jun.K、Bumkey、 嘉熙、李昶旻、Anna、Luna、G.O、栽經 |
| 2010年12月26日 | MBC《我們結婚了 2》的任務        | 平語頌                   | 鄭容和（CNBLUE）                                                                                                 |
| 2011年10月11日 | 2011亞洲音樂節與UNICEF之宣傳歌曲 | Dreams Come True         | 東海（Super Junior）                                                                                             |
| 2011年10月25日 | The Face Shop 廣告歌             | 神奇的黃絲帶             | 金賢重 |
| 2012年2月13日  | 尹建音源單曲《Don't Say No》     | Don't Say No             | 尹建 |
| 2013年6月21日  | SK Telecom LTE. 廣告歌           | T'ple Couple Song        | 圭賢（Super Junior）                                                                                             |
| 2013年12月29日 | SBS歌謠大戰 Friendship Project   | You are a miracle        | Sunny、Tiffany、Yuri、其他歌手                                                                                   |
| 2016年6月27日  | UNICEF Project                   | Imagine                  | 昌珉、始源、Suho、伯賢、燦烈、其他歌手                                                                           |
| 2016年8月19日  | SM STATION                       | Secret                   | Yuri（少女時代）                                                                                                 |

### 創作作品
- 徐玄（서현、서주현）於韓國音樂著作權協會登記編號為10004689。[20]

| 發佈日期      | 歌曲名稱                  | 歌手            | 作詞                       | 作曲 | 專輯                    |
| ------------- | ------------------------- | --------------- | -------------------------- | ---- | ----------------------- |
| 2013年1月1日  | BABY MAYBE                | 少女時代        |                            |      | 正規四輯《I Got a Boy》 |
| 2014年9月18日 | ONLY U                    | 少女時代-太蒂徐 | 迷你二輯《Holler》         |      |                         |
| 2015年12月4日 | DEAR SANTA                | 少女時代-太蒂徐 | 迷你特別專輯《Dear Santa》 |      |                         |
| 2017年1月17日 | Hello（feat. Eric Nam）   | 徐玄            | 迷你一輯《Don't Say No》   |      |                         |
| 2017年1月17日 | 혼자하는사랑(LONELY LOVE) | 徐玄            | 迷你一輯《Don't Say No》   |      |                         |
| 2017年1月17日 | BAD LOVE                  | 徐玄            | 迷你一輯《Don't Say No》   |      |                         |
| 2017年1月17日 | LOVE AND AFFECTION        | 徐玄            | 迷你一輯《Don't Say No》   |      |                         |
| 2017年1月17日 | 달빛(MOONLIGHT)           | 徐玄            | 迷你一輯《Don't Say No》   |      |                         |
| 2017年1月17日 | MAGIC                     | 徐玄            | 迷你一輯《Don't Say No》   |      |                         |
| 2017年8月4日  | SWEET TALK                | 少女時代        | 正規六輯《Holiday Night》  |      |                         |
| 2017年8月4日  | HOLIDAY                   | 少女時代        | 正規六輯《Holiday Night》  |      |                         |

- 已正式發表作品，未登記於韓國音樂著作權協會發表之作品

| 發佈日期     | 歌曲名稱 | 歌手     | 作詞 | 作曲 | 專輯                    |
| ------------ | -------- | -------- | ---- | ---- | ----------------------- |
| 2013年1月1日 | XYZ      | 少女時代 |      |      | 正規四輯《I Got a Boy》 |

## 影視作品

### 電視劇
| 日期                          | 電視台  | 電視劇名稱             | 角色         | 性質   | 參考 |
| 2007年11月5日－2008年5月30日  | KBS     | 無法阻擋的婚姻         | 佛光洞七公主 | 客串   |      |
| 2013年9月28日－2014年3月23日  | SBS     | 熱愛                   | 韓宥琳       | 女配角 |      |
| 2015年5月13日－7月2日         | MBC     | 心情好又暖             | 黃宥拉       | 客串   |      |
| 2016年8月29日－11月1日        | SBS     | 月之戀人－步步驚心：麗 | 雨熙         | 女配角 |      |
| 2016年11月16日－2017年1月11日 | MBC     | 舉重妖精金福珠         | 煥熙         | 客串   |      |
| 2017年5月13日－11月5日        | MBC     | 小偷傢伙，小偷大人     | 姜少珠       | 女主角 |      |
| 2018年7月25日－9月20日        | MBC     | 時間                   | 薛智賢       | 女主角 |      |
| 2020年2月17日－2月18日        | JTBC    | 你好德古拉             | 池安娜       | 女主角 |      |
| 2020年10月7日－11月26日       | JTBC    | 私生活                 | 車州誾       | 女主角 |      |
| 2022年6月15日－8月4日         | KBS2    | 魔咒的戀人             | 李瑟菲       | 女主角 |      |
| 2023年                        | Netflix | 盜賊之歌               | 南熙信       | 女主角 |      |
| 2025年6月11日－               | KBS2    | 我奪走了公爵的初夜     | 車善策／Ｋ   | 女主角 |      |

### 網路劇
| 年份   | 播出平台 | 網路劇名稱     | 角色     | 性質   |
| 2017年 | Naver    | Ruby Ruby Love | Ruby Lee | 女主角 |

### 電影
| 上映日期      | 電影名稱           | 角色         | 性質     |
| 2010年9月16日 | 神偷奶爸           | 伊迪絲 Edith | 動畫配音 |
| 2013年9月12日 | 神偷奶爸2          | 伊迪絲 Edith | 動畫配音 |
| 2016年6月30日 | 所以，和黑粉結婚了 | 艾琳         | 配角     |
| 2022年2月11日 | 解禁男女           | 鄭智宥       | 主演     |
| 2024年        | 寻找国王           | 贞爱         | 主演     |
| 2025年4月30日 | 聖夜：惡魔都市     | 莎朗         | 主演     |

### 音樂錄影帶
| 日期           | 歌手 | 歌曲                     |
| 2008年4月7日   | Jessica、Tiffany、徐玄                                                                                              | 壞哥哥                   |
| 2009年2月17日  | 周炫美、徐玄 | Jialajajja               |
| 2009年12月19日 | Super Junior、少女時代                                                                                              | SEOUL                    |
| 2010年5月20日  | 少女時代、2PM | Cabi Song                |
| 2010年9月6日   | TRAX | Oh! 我的女神             |
| 2010年10月22日 | 徐玄、俊亨、徐仁國、Min、鐘鉉、嘉允、奎利、晟敏、G.NA、枝恩、IU、Jun.K、Bumkey、嘉熙、李昶旻、Anna、Luna、G.O、栽經 | Let's Go（韓文、英文版） |
| 2010年12月26日 | 徐玄、鄭容和（CNBLUE）                                                                                              | 平語歌                   |
| 2011年10月25日 | 徐玄、金賢重（SS501）                                                                                               | 神奇的黃絲帶             |
| 2011年12月13日 | Super Junior | Santa U Are The One      |
| 2013年6月21日  | 徐玄、圭賢（Super Junior）                                                                                          | T'ple Couple Song        |
| 2013年12月29日 | 徐玄、Sunny、Tiffany、Yuri、其他歌手                                                                                | You are a miracle        |
| 2016年6月27日  | 徐玄、昌珉、始源、Suho、伯賢、燦烈、其他歌手                                                                        | Imagine                  |
| 2016年8月18日  | 徐玄、Yuri | Secret                   |

## 音樂劇
| 演出日期               | 音樂劇名稱     | 角色            |
| 2014年1月18日－2月23日 | 擁抱太陽的月亮 | 煙雨            |
| 2015年1月9日－2月15日  | 亂世佳人       | Scarlett O'Hara |
| 2016年2月24日－6月4日  | 媽媽咪呀       | Sophie          |

## 綜藝節目

### 專屬電視節目
| 日期                       | 電視台   | 節目名稱           | 集數 |
| 2017年2月8日－2017年3月8日 | On Style | 《一個人生活如何》 | 5集  |

### 固定出演
| 日期                        | 電視台 | 節目名稱         | 集數                 |
| 2010年2月27日－2011年4月2日 | MBC    | 《我們結婚了 2》 | 第27－77集（共51回） |

### 主持
| 日期                         | 電視台                          | 節目名稱                           | 性質              | 合作藝人                                    |
| 2008年10月25日               | YTN star                        | Y-Star Live Power Music            | 不適用            | 不適用                                      |
| 2009年1月31日                | MBC                             | Show! 音樂中心                     | Special MC        | 太妍、Tiffany、孝淵、俞利、秀英（少女時代） |
| 2009年9月5日                 | MBC                             | Show! 音樂中心                     | Special MC        | 秀英（少女時代）                            |
| 2009年9日19日                | MBC                             | Show! 音樂中心                     | Special MC        | 秀英（少女時代）                            |
| 2010年3月6日                 | MBC                             | Show! 音樂中心                     | Special MC        | 秀英（少女時代）                            |
| 2010年6月19日                | MBC                             | Show! 音樂中心                     | Special MC        | 鄭容和（CNBLUE）                            |
| 2012年2月11日－2013年4月13日 | MBC                             | Show! 音樂中心                     | 固定MC            | 太妍、Tiffany（少女時代）                   |
| 2012年11月29日               | MBC                             | MBC K-pop Festival 2012 in Vietnam | 不適用            | 太妍、Tiffany（少女時代）                   |
| 2012年12月31日               | MBC                             | 2012 MBC歌謠大慶典                 | 不適用            | 李輝宰、Boom、李準                          |
| 2013年1月18日                | KBS 2TV                         | Music Bank                         | 待機室 Special MC | 潤娥（少女時代）                            |
| 2014年3月8日                 | MBC                             | Show! 音樂中心                     | Special MC        | Tiffany、俞利（少女時代）、Xiumin（EXO）    |
| 2016年1月20日                | QTV                             | 第30屆 金唱片獎                    | 不適用            | 金鐘國、全炫茂                              |
| 2016年10月8日                | MBC                             | 2016 MBC DMC Festival              | 不適用            | 金聖柱、俞利（少女時代）                    |
| 2016年11月7日                | 不適用                          | 第五屆 Yegreen音樂劇頒獎典禮       | 不適用            | 劉俊相、 韓志相                             |
| 2016年12月29日               | MBC                             | 2016 MBC演藝大賞                   | 頒獎人            | 成始璄                                      |
| 2017年1月13日                | JTBC                            | 第31屆 金唱片獎                    | 不適用            | 黃致列、鄭容和（CNBLUE）                    |
| 2017年12月31日               | SBS                             | 2017 SBS演藝大賞                   | 頒獎人            | 柳演錫                                      |
| 2018年4月1日                 | 不適用                          | 南韓藝術團平壤公演-春天到了        | 不適用            | 不適用                                      |
| 2018年4月3日                 | 不適用                          | 南韓藝術團平壤公演-春天到了        | 不適用            | 與北韓共同主持                              |
| 2018年12月30日               | MBC                             | 2018 MBC演技大獎                   | 不適用            | 金容萬                                      |
| 2019年4月24日                | KBS joy / KBS W                 | 2019 The Fact Music Awards         | 不適用            | 全炫茂                                      |
| 2020年12月12日               | V LIVE / Niconico動畫 / LiveCon | 2020 The Fact Music Awards         | 不適用            | 全炫茂                                      |
| 2021年10月2日                | 不適用                          | 2021 The Fact Music Awards         | 不適用            | 申東燁、Boom                                |

### 電台
| 放送日期                     | 放送局    | 節目名稱                   | 備註               |
| 2007年12月4日－2008年1月29日 | Melon放送 | 晟敏，秀英的天方地軸 Radio | 與珊妮一同擔任嘉賓 |
| 2008年2月5日－4月15日        | Melon放送 | 晟敏，珊妮的天方地軸 Radio | 不適用             |

## 創作作品
| 日期          | 歌曲                   | 歌手            | 填詞                       | 專輯                    | 備註                         |
| 2013年1月1日  | Baby Maybe             | 少女時代        |                            | 正規四輯《I GOT A BOY》 | 與秀英、俞利（少女時代）合作 |
| 2013年1月1日  | XYZ                    | 少女時代        | 與俞利 （少女時代）合作    | 正規四輯《I GOT A BOY》 |                              |
| 2014年9月18日 | Only U                 | 少女時代-太蒂徐 | 迷你二輯《Holler》         | -                       |                              |
| 2015年12月4日 | Dear Santa             | 少女時代-太蒂徐 | 迷你三輯《Dear Santa》     | -                       |                              |
| 2017年1月17日 | Hello (feat. Eric Nam) | 徐玄            | 首張專輯《Don't Say No》   | 與Cho Yoon Kyung合作    |                              |
| 2017年1月17日 | Magic                  | 徐玄            | 首張專輯《Don't Say No》   | -                       |                              |
| 2017年1月17日 | Lonely Love            | 徐玄            | 首張專輯《Don't Say No》   | -                       |                              |
| 2017年1月17日 | Love & Affection       | 徐玄            | 首張專輯《Don't Say No》   | -                       |                              |
| 2017年1月17日 | Bad Love               | 徐玄            | 首張專輯《Don't Say No》   | -                       |                              |
| 2017年1月17日 | Moonlight              | 徐玄            | 首張專輯《Don't Say No》   | -                       |                              |
| 2017年8月7日  | Holiday                | 少女時代        | 正規六輯 《Holiday Night》 | 與JQ、Kim Hye-jung      |                              |
| 2017年8月7日  | Sweet Talk             | 少女時代        | 正規六輯 《Holiday Night》 | -                       |                              |

## 演唱會
皆為SM娛樂旗下演唱會系列計畫THE AGIT主辦
- 首次個人演唱會《Love, Still - Seohyun》

| 日期              | 演唱會站次 | 舉行地點       |
| 2017年2月24－26日 | 首爾站     | SMTOWN THEATRE |

- 安可演唱會《Love, Still - Seohyun - Encore》

| 日期            | 演唱會站次 | 舉行地點       |
| 2017年4月8－9日 | 首爾站     | SMTOWN THEATRE |

### 生日會
- SEOHYUN BIRTHDAY PARTY

| 日期          | 城市                         | 舉行地點           |
| 2015年6月28日 |                              | SMTOWN COEX ARTIUM |
| 2016年6月28日 |                              | SMTOWN COEX ARTIUM |
| 2018年7月1日  | Paradise City Hotel & Resort |                    |

## 粉絲見面會
- 《MEMORIES》ASIA FAN MEETING TOUR

| 日期           | 城市       | 舉行地點           |
| 2018年11月10日 | 首爾站     | KBS Arena Hall     |
| 2018年11月17日 | 泰國曼谷站 | 鄭瓦塔納中心廣場   |
| 2018年11月24日 | 臺灣台北站 | 台大體育館         |
| 2019年1月27日  | 香港香港站 | 香港會議展覽中心   |
| 2019年2月2日   | 日本東京站 | 舞濱圓形劇場       |
| 2019年2月11日  | 日本大阪站 | 尼崎市綜合文化中心 |

- 《SHe is SHhh》ASIA FAN MEETING TOUR

| 日期           | 城市       | 舉行地點       |
| 2023年10月7日  | 首爾站     | 環球藝術中心   |
| 2023年11月18日 | 泰國曼谷站 | 法政大學大會堂 |

## 獎項
| 年份   | 頒獎典禮                | 獎項                         | 作品                       | 結果 |
| ------ | ----------------------- | ---------------------------- | -------------------------- | ---- |
| 2009年 | Mnet Asian Music Awards | 民謠音樂賞（與周炫美）       | 《JjaRaJaJja》             | 提名 |
| 2010年 | YAHOO!搜尋人氣大獎      | 女子部門－Top Buzz Star      | 不適用                     | 提名 |
| 2010年 | MBC放送演藝大賞         | 綜藝部門－人氣賞（與鄭容和） | 《我們結婚了 2》           | 獲獎 |
| 2011年 | Mnet 20's Choice Awards | Hot Campus Goddess           | 不適用                     | 提名 |
| 2013年 | 首爾國際電視劇大賞      | 韓流劇集OST賞                | 〈我會等你〉               | 提名 |
| 2016年 | 2016 SBS演技大賞        | 幻想類電視劇 女子特別演技賞  | 《月之戀人－步步驚心：麗》 | 獲獎 |
| 2017年 | 2017 韓國電視劇節       | 女子新人賞                   | 《小偷傢伙，小偷大人》     | 提名 |
| 2017年 | 2017 MBC演技大獎        | 女子新人賞                   | 《小偷傢伙，小偷大人》     | 獲獎 |
| 2017年 | 2017 MBC演技大獎        | 女子最優秀演技獎             | 《小偷傢伙，小偷大人》     | 提名 |
| 2018年 | 第2屆 The Seoul Awards  | 電視劇部門 女子人氣賞        | 《時間》                   | 獲獎 |
| 2018年 | 第3屆亞洲明星盛典       | 演員部門 女子人氣賞          | 不適用                     | 提名 |
| 2018年 | 第3屆金融日             | 儲蓄模範                     | 不適用                     | 獲獎 |
| 2018年 | Korea Best Star Awards  | 最佳電視劇明星               | 《時間》                   | 獲獎 |
| 2018年 | 2018 MBC演技大獎        | 女子最優秀演技獎             | 《時間》                   | 提名 |
| 2022年 | 第58屆百想藝術大獎      | 電影部門 女子新人演技獎      | 《解禁男女》               | 提名 |
| 2022年 | 2022 KBS演技大賞        | 女子新人獎                   | 《魔咒的戀人》             | 獲獎 |
| 2022年 | 2022 KBS演技大賞        | 最佳情侶獎（與羅人友）       | 《魔咒的戀人》             | 獲獎 |

### 音樂節目獎項
| 年份   | 日期    | 電視台 | 節目名稱     | 獲獎歌曲     | 排名 |
| ------ | ------- | ------ | ------------ | ------------ | ---- |
| 2017年 | 1月26日 | Mnet   | M! Countdown | Don't Say No | 1位  |

### 主要音樂節目榜單排名
| 主打歌曲成績 | 主打歌曲成績 | 主打歌曲成績          | 主打歌曲成績        | 主打歌曲成績           | 主打歌曲成績     | 主打歌曲成績         | 主打歌曲成績                | 主打歌曲成績 |
| --- | --- | --------------------- | ------------------- | ---------------------- | ---------------- | -------------------- | --------------------------- | ------------ |
| 專輯 | 歌曲 | Mnet 《M! Countdown》 | KBS2 《Music Bank》 | MBC 《Show! 音樂中心》 | SBS 《人氣歌謠》 | SBS MTV 《THE SHOW》 | MBC MUSIC 《Show Champion》 | 備註         |
| 2017年 | |                       |                     |                        |                  |                      |                             |              |
| Don't Say No | Don't Say No | 1                     | 7                   | (HOT3)                 | 4                | /                    | 5                           | 出道         |
| \| - 「/」表示未有相關資料 - 「 」：該段時期未設立排行榜 - 「*」：打榜中 \| - MBC宣布2015年11月21日起由節目選出當週HOT3。 - 「(HOT3)」：兩星期HOT3 - 取得《Show Champion》、《M! Countdown》及《人氣歌謠》三週一位後，排名自動除外 \| | |                       |                     |                        |                  |                      |                             |              |
| - 「/」表示未有相關資料 - 「 」：該段時期未設立排行榜 - 「*」：打榜中 | - MBC宣布2015年11月21日起由節目選出當週HOT3。 - 「(HOT3)」：兩星期HOT3 - 取得《Show Champion》、《M! Countdown》及《人氣歌謠》三週一位後，排名自動除外 |                       |                     |                        |                  |                      |                             |              |

| 各台冠軍歌曲統計 | 各台冠軍歌曲統計 | 各台冠軍歌曲統計 | 各台冠軍歌曲統計 | 各台冠軍歌曲統計 |
| Mnet             | KBS              | MBC              | SBS              | MBC Music        |
| ---------------- | ---------------- | ---------------- | ---------------- | ---------------- |
| 1                | 0                | 0                | 0                | 0                |
| 一位總數：1      |                  |                  |                  |                  |

## 外部連結
- 徐玄的Namoo Actors官方主頁 （页面存档备份，存于）
- 徐玄的X（前Twitter）
- 徐玄的Instagram帳戶
- 徐玄的新浪微博
- YouTube上的徐玄頻道
- 徐玄在NAVER上的资料
- 徐玄在韩国电影数据库（KMDb）上的資料（韓語）
- 徐玄在互联网电影资料库（IMDb）上的資料（英文）